# Günter Heimbeck
Günter Heimbeck (Gunzenhausen, 23 de junho de 1946) é um matemático alemão de ascendência namibiana.
Heimbeck estudou matemática na Universidade de Würzburgo a partir de 1965. Obteve o doutorado em 1974, e a habilitação em 1981. Tornou-se então professor em sua alma mater. Em 1985 Heimbeck emigrou para a África do Sul, onde lecionou na Universidade de Witwatersrand em Joanesburgo. Em 1987 assumiu a cátedra de matemática na Universidade da Namíbia. Heimbeck é assessor do Ministro da Educação da Namíbia.